# بيتر بيرسون (عسكري)
بيتر بيرسون (بالإنجليزية: Peter Pearson)‏ هو عسكري بريطاني، ولد في 1954.